# 김정수 (1937년)
김정수(金正秀, 1937년 12월 3일~)은 대한민국의 약사, 정치인이다. 제11·12·13·14·15대 국회의원과 보건사회부 장관을 역임하였다. 본관은 경주이고, 경상남도 함안군 출생이다.

## 학력
- 남지중학교 졸업
- 마산고등학교 졸업
- 부산대학교 약학대학 졸업

## 경력
- 부산대학교 약학대학 졸업, 경영대학원 수료
- 서울대학교 행정대학원 발전정책과정 수료
- 고려대학교 자연자원대학원 고위자연자원정책과정 수료
- 연세대학교 언론홍보대학원 언론홍보최고과정 수료
- 서울대학교 보건대학원 보건의료정책 최고관리자 과정 수료
- 부산대학교 명예정치학 박사, 원광대학교 명예 경영학 박사
- 부산대학교 총학생회장 ㆍ대한 약사회 부회장
- 국회운영, 보사, 예결, 법사, 재무, 교육, 재경 보건 복지위원
- 통일민주당 사무총장 ㆍ보건사회부 장관(제25대)
- 세계보건기구부의장
- 국회 국제경기지원특별위원회 위원장ㆍ국회 과학기술연구회 회장
- 부산대학교 재경총동문회 회장 ㆍ 한 일의원연맹 부회장
- 국회21세기 해양정책연구회 회장
- 한국제약협회 회장 ㆍ한국희귀의약품센터 이사장 ㆍ한국에이즈퇴치연맹 회장
- 대한민국헌정회 이사

## 상훈
- 청조근정훈장
- 4.19지도 건국공로포상

## 역대 선거 결과
|  | 16.03% |

|  | 26.07% |

|  | 27.16% |

|  | 48.69% |

|  | 58.49% |

|  | 49.09% |

## 같이 보기
- 부산진구 (1981년 선거구)
- 부산진구 을
- 부산 부산진구의 국회의원
- 대한민국의 보건복지부 장관